# CoRoT-2
CoRoT-2, früher CoRoT-Exo-2 genannt, ist ein etwa 1000 Lichtjahre von der Erde entfernter später Hauptreihenstern im Sternbild Adler. Er besitzt eine scheinbare Helligkeit von 12,6 mag. Er wird von einem im Jahr 2007 entdeckten Exoplaneten mit der Bezeichnung CoRoT-2 b begleitet.

## Exoplanet
CoRoT-2 b, früher CoRoT-Exo-2 b genannt, ist ein Exoplanet, der den Zentralstern mit einer Periode von 1,74 Tagen in einer Entfernung von etwa 0,029 Astronomischen Einheiten umrundet. Er hat eine Masse von etwa 3,3 Jupitermassen und ist ein Hot Jupiter. Er wurde mit Hilfe des französischen CoRoT-Weltraumteleskops, also durch die Transitmethode entdeckt. Er war der zweite von CoRoT entdeckte Exoplanet.